# Opisznia
Opisznia (ukr. Опішня) – osiedle typu miejskiego w obwodzie połtawskim na Ukrainie, siedziba władz rejonu zinkowskiego.
Położona na wzgórzach nad rzeką Worskla. 
W źródłach pisanych po raz pierwszy wspomniana w XII wieku.  Na początku XX wieku w mieście działało około 1000 garncarzy, których produkty były eksportowane na prawie wszystkie kontynenty świata.
|                        |                                          |                                                              |
| Ściana Sława garncarza | Domu w Opisznie, artysta S. Vasylkivskyi | Garncarskie wiersz w rynku w Opishnya jest, koniec XIX wieku |